# 浦城
浦城（うらじょう）は、秋田県南秋田郡八郎潟町にあった日本の城。

## 地理

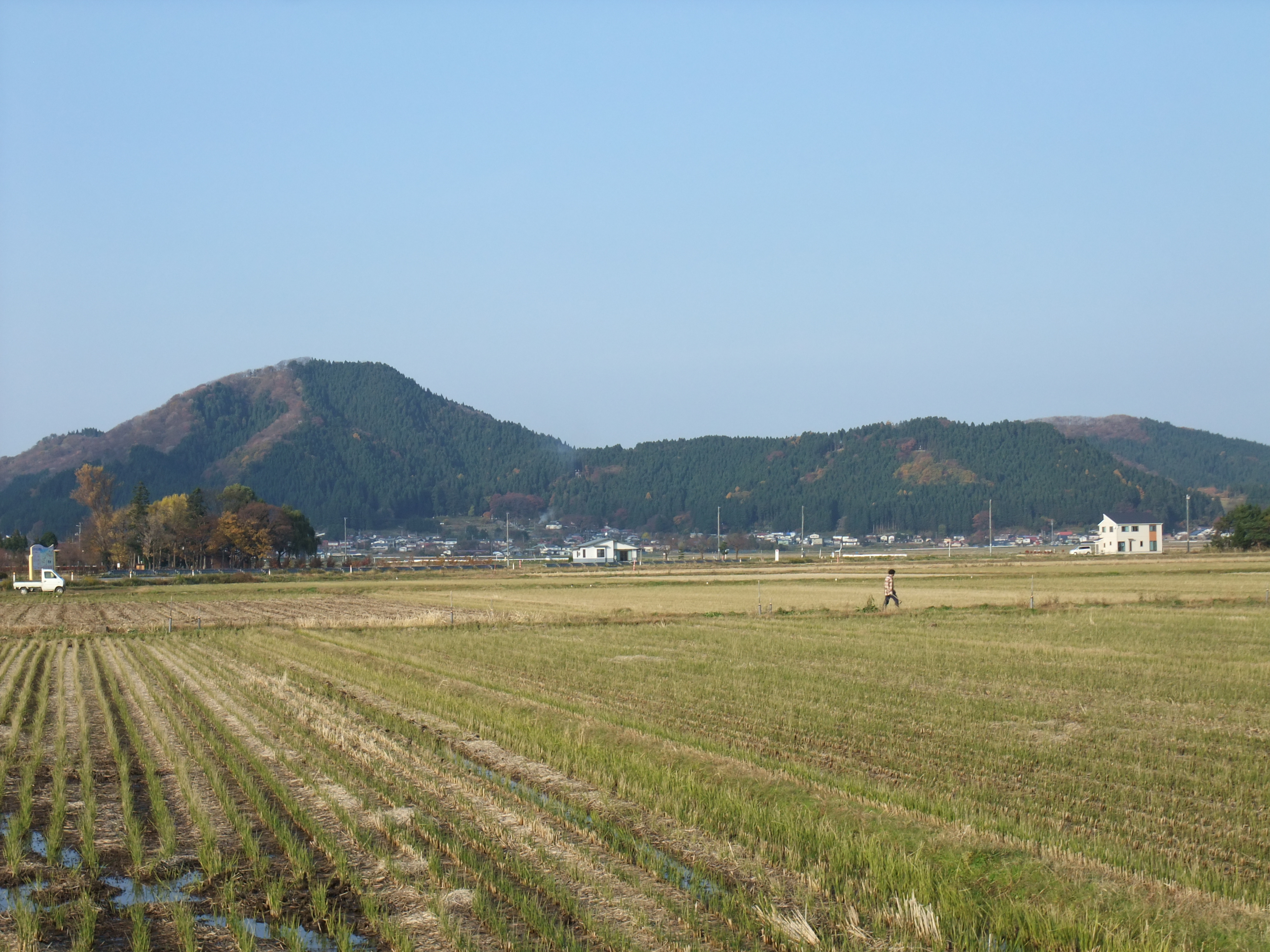
左の山は高岳山 右の丘陵が浦城

浦城の西には高岳山が隣接している。高岳山と隣接する場所には、浦城城主の三浦兵庫頭盛永が自刃したとされる叢雲の滝があり、公園として整備されている。浦城の東には秋田自動車道があり、尾根が破壊されている。浦城に登るには、八郎潟町浦大町の常福院の奥の駐車場か、叢雲の滝近くの駐車場から登ることになる。
浦城は標高が約120メートルで、長さが700メートルの細長い山城である。帯郭跡や出丸跡、空堀跡、土塁、井戸跡がある。また、本丸跡には歴史学習館が造られている。高岳山との境はＶ字型に掘られている。これは薬研堀と言われるもので、掘られた部分の通路になっている部分は通称「クピトの坂（首人の坂）」と言われている。浦城は高岳山に連なるため、城域と山を区切る薬研堀を設け防衛線としたと考えられる。クピトの坂から階段を登ると、帯郭に覆われた平地が現れる。ここは通称「屋敷跡」と言われている。東にすすむと、鐘撞堂跡がある。ここには鐘撞堂が再建されており、実際に音が出る鐘撞がつるされている。更に東に進むと、武者溜跡、さらに東で本丸跡につく。
本丸跡には大きな石が置かれており、片面が平らになっている。これは昔の浦城の基礎石ではなかったかと推定されている。また、5〜6cmの丸い小石が置かれている。これは城を防衛する際の石つぶてではなかったかとも、経文の字を書いた「経文石」ではないかとも言われている。また本丸跡には土を掘った井戸跡があり、大きくえぐられている。
現在浦城はNPO「浦城の歴史を伝える会」によって整備されている。

## 浦城城主・三浦兵庫守盛永

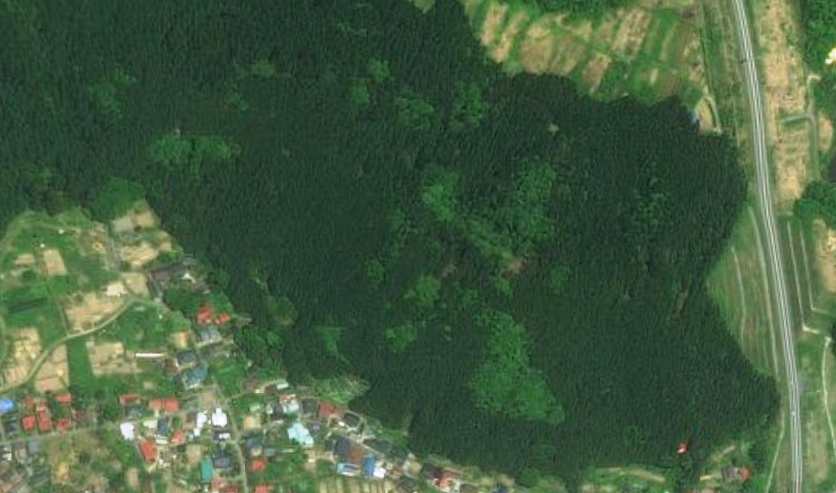
衛星図

浦城の城主であった三浦兵庫守盛永（みうらひょうごのかみもりなが）は資料によって記述が異なるが、いずれにせよ、檜山安東氏と湊安東氏との湊合戦で湊安東氏側に立ち、湊合戦で敗れた後に、浦城に籠城し檜山安東氏に敗れ自刃したとされる。
戸部正直の「奥羽永慶軍記」によれば、盛永の妻は御前柳で男子を産み亡くなり、嫡男は一日市の清源寺の近くに押切城を造ったとする。
盛永は檜山城近くまで領地を持っており、檜山城近くの地理に詳しいので湊合戦では湊安東氏側の総大将を務めたともされる。

## 浦城と菅江真澄
菅江真澄は1806年に浦城付近に到達し、付近の様子を『霞む月星』に記録している。
菅江真澄は北側からこの地に到着し、まず滝（叢雲の滝）が細く落ちていたと記述している。「三浦兵庫頭義豊（盛永のこと）がいたころの城跡は高く今は田や畑になっているが、その昔の様はわからない。『本廓、御坐の間、馬だし、大鐘をかけた櫓跡はあそこ』とそばにいた人が教えてくれた。今は田や畑になっている。からめてのほとりに、田に水を引く大きい池があった。堀の跡かも知れない」などと記録している。
現在は杉林になっている浦城は当時は畑になっており、村人が山の上で畑を耕している様子がうかがえる。